# مارلون راميريز
مارلون راميريز (بالإسبانية: Marlon Ramírez)‏ هو لاعب كرة قدم هندوراسي في مركز الهجوم، ولد في 17 أبريل 1994 في Balfate ‏ في هندوراس. لعب مع تشارلستون بيتري.

## وصلات خارجية
- مارلون راميريز على موقع قاعدة بيانات كرة القدم.إي يو (الإنجليزية)
- مارلون راميريز على موقع Soccerway.com (الإنجليزية)